# Tan Cheng Lock

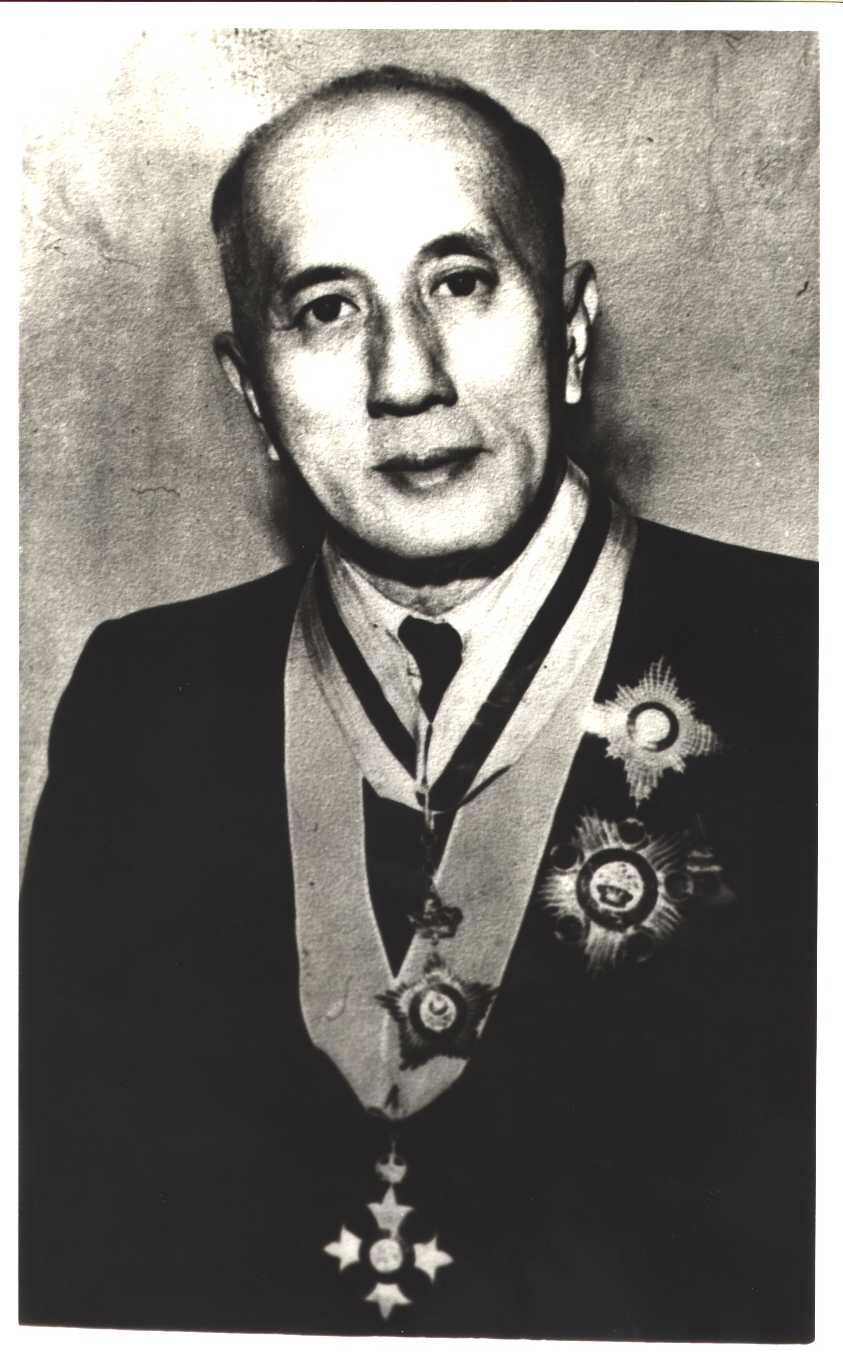
Tan Cheng Lock, um 1949

Tun Dato Tan Cheng Lock (* 5. April 1883 in Malakka; † 8. Dezember 1960 ebenda) war Gründer und von 1949 bis 1958 erster Präsident der Malaysian Chinese Association, die sich für die Interessen der ethnischen Chinesen in Malaysia einsetzte, und Geschäftsmann.

## Leben
Tan Cheng Lock wurde in eine reiche Familie in Malakka geboren. Er investierte vor allem in Kautschukabbau und Bankwesen und profitierte schon früh vom Wirtschaftswachstum Malayas.
Vor der Unabhängigkeit Malayas war er Mitglied des Straits Settlement Legislative Council.
Sein Sohn Tan Siew Sin, der frühere Finanzminister Malaysias, war von 1961 bis 1974 Vorsitzender der Malaysian Chinese Association.
| Personendaten    | Personendaten            |
| ---------------- | ------------------------ |
| NAME             | Tan, Cheng Lock          |
| ALTERNATIVNAMEN  | Tun Dato Tan, Cheng Lock |
| KURZBESCHREIBUNG | malaysischer Politiker   |
| GEBURTSDATUM     | 5. April 1883            |
| GEBURTSORT       | Malakka                  |
| STERBEDATUM      | 8. Dezember 1960         |
| STERBEORT        | Malakka                  |